# 先天性巨結腸症
先天性巨結腸症（英語：Hirschsprung disease, HSCR），又稱赫什朋氏病，是一種罕見的先天性疾病，其特徵是遠端直腸開始，並向近端延伸長度不等的腸段缺乏神經節細胞（ganglion cells）。這些神經節細胞正常情況下存在於腸壁的肌間神經叢（Auerbach plexus）和黏膜下神經叢（Meissner plexus）中，負責協調腸道蠕動。缺乏神經節細胞導致受影響的腸段無法正常鬆弛和蠕動，形成功能性的腸道阻塞。
此病發生率約為每5,000名活產嬰兒中有1例。大約80%的患者在新生兒期（出生後4週內）被診斷出來，典型症狀包括延遲排出胎糞（通常超過出生後24小時）、腹脹和嘔吐。

## 分類
先天性巨結腸症根據無神經節腸段的長度進行分類。雖然不同研究中的具體定義可能略有差異，但一般採用的標準化命名法及其特徵和發生率如下表所示：
| 類型     | 英文縮寫                    | 無神經節範圍                                      | 發生率（約） |
| -------- | --------------------------- | ------------------------------------------------- | ------------ |
| 短段型   | Short-segment HSCR          | 局限於直腸乙狀結腸交界處或以下                    | 72%          |
| 長段型   | Long-segment HSCR           | 超過乙狀結腸-降結腸交界處，但未達全結腸           | 15%          |
| 全結腸型 | Total colonic HSCR (TCA)    | 整個結腸，可能波及末端迴腸（<5厘米）              | 8%           |
| 小腸型   | Small intestinal HSCR       | 延伸超過末端迴腸5厘米以上                         | 5%           |
| 全腸型   | Total intestinal HSCR (TIA) | 幾乎整個腸道（特雷茨韌帶以下有神經節腸段<20厘米） | <1%          |

## 流行病學
全球範圍內，先天性巨結腸症的患病率估計在每萬名活產嬰兒中1.0至2.6例之間。不同地區和不同族裔群體間觀察到的患病率差異，可能部分反映了真實的地理和種族差異，但也可能受到各地區疾病登記系統完整性和準確性的影響。
與先天性巨結腸症相關的風險因素包括性別、母體因素、族裔背景、早產情況、相關綜合症以及家族病史。總體來看，男性患病率顯著高於女性，男女比例約在2.8:1至4.0:1之間。然而，在伴有其他綜合症的HSCR病例中，性別比例接近1:1；而在長段型或全結腸型HSCR中，男性比例也相對較低，約為1.2:1。關於母體因素的研究有限，曾有研究指出母親肥胖、生育超過三個孩子或母親年齡大於30歲可能增加風險，但這些關聯並未得到所有研究的證實。不同族裔的患病率亦有差異，例如在美國，非裔、太平洋島民和亞裔的發病率似乎高於西班牙裔，這可能與特定基因變異在不同人群中的頻率不同有關。
早產兒中HSCR的比例似乎較低（約6-7%），但由於腸神經系統在妊娠中期已基本成熟，早產本身可能並非直接影響因素。
大約70%的HSCR病例是散發性的，但其餘30%可能與其他遺傳綜合症或染色體異常相關。最常見的相關染色體異常是21三體綜合症（唐氏綜合症），約佔HSCR病例的7.3%。其他與HSCR有較強關聯的綜合症包括瓦登伯革氏症候群-Shah型（Waardenburg-Shah syndrome）、先天性中樞性換氣不足綜合症（CCHS，或稱Haddad syndrome）、毛發-軟骨發育不全綜合症（Cartilage-hair hypoplasia）、Mowat-Wilson綜合症等。此外，約20-30%的HSCR患兒伴有其他系統的先天畸形，其中以腎臟和泌尿道畸形（CAKUT）最為常見（14-21%），建議對所有HSCR患兒進行相關篩查。
家族史是重要的風險因素。有HSCR家族史的家庭，其後代患病風險顯著增高，是普通人群的約200倍（整體復發風險約4%）。對於長段型HSCR，家族復發風險更高，可達20-50%。大約一半的家族性HSCR病例與RET基因的高外顯率突變有關。值得注意的是，即使父母未患病，也可能攜帶相關致病基因突變。

## 發病機制
先天性巨結腸症的根本原因在於腸神經系統（Enteric Nervous System, ENS）在胚胎發育過程中未能完全形成。ENS是由數以億計的神經元（即神經節細胞）和神經膠質細胞構成的複雜網絡，分布在腸壁內的兩個主要層次：位於縱肌層和環肌層之間的肌間神經叢（Auerbach plexus），以及位於黏膜下層的黏膜下神經叢（Meissner plexus）。
ENS的主要細胞來源是神經脊細胞（Neural Crest Cells, NCCs）。在人類胚胎發育的早期（約妊娠第4至7週），源自迷走神經脊區域的NCCs會啟動一段漫長的旅程，它們從消化道的最前端（食管）開始，沿著腸管壁向尾端（肛門）遷移。這個遷移過程必須精確無誤，NCCs需要不斷增殖以維持足夠的細胞數量，並在到達最終目的地後進行分化，形成成熟的神經元和膠質細胞，構建起功能完善的神經叢。肌間神經叢大約在妊娠第12週形成，黏膜下神經叢則在第12至16週形成。如果在這個過程中，NCCs的遷移因為任何原因在中途停止，未能到達消化道的末端（尤其是遠端結腸和直腸），那麼這部分腸道就會缺乏正常的神經節細胞，導致其無法進行有效的肌肉收縮和舒張，從而引發HSCR。NCCs的增殖不足或過早分化都可能導致遷移過程提前終止。
除了迷走神經脊，骶神經脊的NCCs也參與構成盆腔神經叢，並可能對ENS的發育有一定貢獻。另外，許旺細胞前體也被發現可能分化成結直腸的部分神經元和膠質細胞。這些發現提示ENS的發育和HSCR的發病機制可能比傳統認為的更為複雜。
ENS的正常發育受到多種信號通路和環境因素的精確調控。其中，RET/GDNF通路和EDNRB/EDN3通路被認為是最關鍵的。RET原癌基因在遷移的NCCs上表達，其配體膠質細胞源性神經營養因子（GDNF）由腸道間質細胞分泌，這個組合對於NCCs的增殖、存活和定向遷移至關重要。EDNRB基因及其配體內皮素-3（EDN3）則主要負責維持NCCs處於未分化的增殖狀態，防止其過早分化。這兩條通路中任何一個環節出現問題，都可能導致NCCs遷移受阻，引發HSCR。
轉錄因子如SOX10和PHOX2B也在ENS發育中扮演重要角色，它們參與調控RET和EDNRB等關鍵基因的表達，並影響NCCs的增殖與分化狀態。
此外，腸道微環境中的細胞外基質（ECM）成分也對NCCs的遷移行為產生影響。一些ECM蛋白（如I型膠原、纖連蛋白、腱生蛋白）能夠促進NCCs的遷移，而另一些（如VI型膠原、層粘連蛋白、多能蛋白聚糖）則可能阻礙遷移。NCCs自身也能分泌基質金屬蛋白酶來改造周圍的ECM，為遷移創造有利條件。因此，ENS的正常發育是NCCs與其微環境之間複雜相互作用的結果。

## 遺傳學
| 類型  | OMIM        | 基因                  | 基因座        |
| ----- | ----------- | --------------------- | ------------- |
| HSCR1 | OMIM 142623 | RET                   | 10q11.2       |
| HSCR2 | OMIM 600155 | EDNRB                 | 13q22         |
| HSCR3 | OMIM 600837 | GDNF                  | 5p13.1-p12    |
| HSCR4 | OMIM 131242 | EDN3                  | 20q13.2-q13.3 |
| HSCR5 | OMIM 600156 | ?                     | 21q22         |
| HSCR6 | OMIM 606874 | ?                     | 3p21          |
| HSCR7 | OMIM 606875 | ?                     | 19q12         |
| HSCR8 | OMIM 608462 | ?                     | 16q23         |
| HSCR9 | OMIM 611644 | ?                     | 4q31-32       |
| —     | OMIM 602229 | SOX10                 | 22q13         |
| —     | OMIM 600423 | ECE1                  | 1p36.1        |
| —     | OMIM 602018 | NRTN                  | 19p13.3       |
| —     | OMIM 602595 | GEMIN2 (Gem相關蛋白2) | 14q13-q21     |
| —     | OMIM 191315 | NTRK1                 | 1q23.1        |
| —     | OMIM 605802 | ZEB2                  | 2q22.3        |

先天性巨結腸症是一種複雜的遺傳性疾病，其遺傳模式多樣，包括常染色體顯性、常染色體隱性以及多基因遺傳，並表現出不完全外顯和遺傳異質性。已有多個基因和染色體上的特定區域（基因座）被證實或提示與先天性巨結腸症相關。
在所有相關基因中，RET原癌基因（RET proto-oncogene）是迄今為止發現的最主要的致病基因，無論是在家族性病例還是在散發性病例中，其突變佔比都是最高的。RET基因編碼一種受體酪氨酸激酶，對神經脊細胞在胚胎發育期間沿消化道的遷移至關重要。這些神經脊細胞最終分化形成神經節。RET基因的突變形式多樣，遍布其整個編碼區。功能喪失性突變最為常見，尤其是在家族性和長段型HSCR中。作為一個原癌基因，RET的突變或過度表達也與某些癌症（如甲狀腺髓樣癌和神經母細胞瘤）相關，而這兩種癌症在HSCR患者中的發生率也高於普通人群。RET基因也與唐氏綜合症有關聯，約2%的HSCR患者合併唐氏綜合症。RET基因突變發生的時間越早，可能導致的HSCR病情越嚴重。
EDNRB基因是另一個與HSCR密切相關的基因，它編碼內皮素受體B型蛋白，該蛋白參與神經細胞與消化道的連接。EDNRB的突變可能直接導致結腸缺乏某些神經纖維。近期研究提示，調控EDNRB表達的基因組序列變異可能比之前認為的對HSCR的影響更大。
其他與HSCR相關的基因還包括編碼RET配體的GDNF和NRTN，編碼EDNRB配體的EDN3，以及多個轉錄因子基因如SOX10、PHOX2B、ZEB2等。
近年來，通過全基因組關聯分析（GWAS）等方法，發現了神經調節蛋白1（NRG1）和NRG3（NRG3）的常見和罕見DNA變異也與HSCR相關，最初在香港的華人患者中發現，隨後在亞洲其他地區和歐洲人群中也得到證實。NRG1和NRG3已知在ENS形成中發揮作用，因此它們的變異很可能參與了至少部分HSCR病例的發病過程。
此外，位於15號染色體長臂（15q23）的NOX5基因（編碼NADPH氧化酶，EF手鈣結合域5）也被發現與HSCR相關。
HSCR的遺傳基礎極為複雜，涉及多種遺傳變異類型（罕見編碼變異、常見非編碼變異、拷貝數變異等）的相互作用，並受到不完全外顯率和表觀遺傳因素的影響。

## 診斷

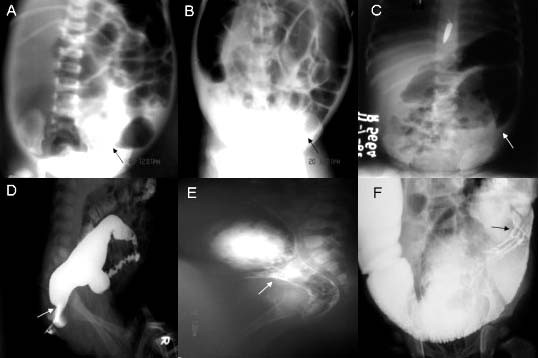
A: 腹部X光平片顯示直腸乙狀結腸處的部分性肛門直腸移行帶（PARTZ），箭頭所示。B: 腹部X光平片顯示乙狀結腸中段的PARTZ，箭頭所示。C: 腹部X光平片顯示降結腸處的PARTZ，箭頭所示。D: 下消化道攝影顯示直腸乙狀結腸處的完整性食道移行帶（CETZ），箭頭所示。E: 下消化道攝影顯示乙狀結腸中段的CETZ，箭頭所示。F: 下消化道攝影顯示降結腸處的CETZ，箭頭所示。

診斷HSCR通常需要綜合評估臨床表現、影像學檢查結果以及決定性的組織病理學證據。
臨床上，新生兒若出現典型的遠端腸梗阻症狀，如出生後超過24-48小時仍未排出胎糞、明顯的腹脹、餵食困難以及膽汁性嘔吐，應高度懷疑HSCR。全結腸型或合併腸炎的患兒可能表現不典型，例如沒有胎糞延遲甚至出現腹瀉。對於年齡較大的兒童或成人出現的難治性慢性便秘，也應考慮HSCR的可能性，儘管這種情況較為罕見。詢問家族史和檢查是否存在相關畸形或綜合症特徵也是診斷過程的一部分。腸炎（HAEC）是HSCR最主要和最危險的併發症，其典型表現包括發燒、精神萎靡、嘔吐、腹瀉、便血和腹脹，可發生在術前或術後。腸穿孔是罕見但危險的新生兒期併發症，可由嚴重梗阻、腸缺血或醫源性損傷引起。
影像學檢查方面，腹部X光平片常可見腸管普遍擴張，而盆腔內氣體稀少，提示遠端梗阻。下消化道攝影（對比劑灌腸）是更具提示性的檢查，其典型徵象是狹窄的遠端（無神經節）腸段與擴張的近端（有神經節）腸段之間的「移行帶」。計算直腸乙狀結腸指數（RSI < 1）或觀察到無神經節腸段的不規則鋸齒狀收縮也有助於診斷。然而，這些影像學表現並非絕對可靠，尤其在新生兒和全結腸型患者中可能缺如或不典型，因此影像學檢查結果正常不能完全排除HSCR。
肛門直腸測壓可通過檢測直腸擴張時肛門內括約肌是否出現反射性鬆弛（RAIR）來輔助診斷。RAIR的存在基本上可以排除HSCR。但RAIR的缺如並非HSCR的特異性表現，其診斷的陽性預測值有限。
最終確診HSCR的金標準是進行直腸活組織檢查。無論是通過吸取式還是切取式活檢，關鍵在於獲取足夠的、來自齒狀線以上至少2.5厘米直腸壁的黏膜下層組織。病理醫生會在顯微鏡下仔細尋找神經節細胞。診斷HSCR的決定性依據是在充分的活檢樣本中完全找不到神經節細胞。黏膜下神經纖維束的增粗、肥大是重要的輔助診斷特徵，尤其在新生兒中（直徑>40微米）。免疫組織化學染色，特別是鈣視網膜蛋白（Calretinin）染色，已成為重要的輔助診斷工具。正常情況下，直腸黏膜內應有豐富的Calretinin陽性神經纖維，而在HSCR患者中，這些纖維會完全缺如。結合傳統的組織形態學觀察和免疫組化染色，絕大多數情況下可以準確診斷或排除HSCR。

## 鑑別診斷
在診斷HSCR時，特別是在新生兒期，需要排除其他可能導致遠端腸梗阻或類似症狀的疾病。這些疾病包括各種原因引起的腸道機械性梗阻，如先天性腸閉鎖（迴腸或結腸閉鎖）、由囊性纖維化引起的胎糞性腸塞、與母親妊娠期糖尿病相關的胎糞栓綜合症或小左結腸綜合症，以及肛門直腸畸形（需要通過仔細的體格檢查來識別）。此外，還需考慮腸道功能性問題，例如慢性腸道假性阻塞（可能伴有其他系統異常），以及由敗血症、早產、先天性甲狀腺功能低下症、嚴重電解質紊亂或母親藥物影響等導致的繼發性腸麻痺。對比劑灌腸等影像學檢查有助於區分這些不同的病因。

## 治療
先天性巨結腸症的主要治療方法是通過外科手術切除缺乏神經節細胞的病變腸段，然後將近端具有正常神經節細胞的健康腸段（拖出腸段）向下拉，並將其與肛門或緊鄰肛門的直腸末端吻合。這種手術統稱為拖出術（Pull-through procedure）。治療的核心目標是解除由無神經節腸段引起的功能性梗阻，恢復腸道的連續性和盡可能正常的排便功能，從而改善患兒的生長發育和整體生活質素。

### 術前處理
在進行根治性的拖出術之前，通常需要進行術前準備。關鍵一步是確保梗阻上段擴張的腸道得到充分的減壓，清除積聚的糞便。對於病變範圍較短（如直腸乙狀結腸型）的新生兒，通常可以通過規律地進行直腸洗腸（也稱灌洗）來達到減壓目的。然而，如果病變範圍較長（長段型或全結腸型），或者患兒年齡較大、腸道長期擴張嚴重，單純洗腸可能效果不佳。在這些情況下，醫生可能會建議先進行腸造口術。造口通常選擇在經術中活檢證實有正常神經節細胞的最遠端腸管上，這樣可以讓近端腸道得到徹底休息和減壓，同時也能改善患兒的營養狀況，為後續的拖出術創造更好的條件。對於全結腸無神經節的患兒，通常首選在迴腸末端造口。如果患兒在術前出現腸炎（HAEC），必須先給予積極治療，包括腸道減壓、靜脈輸液補充和使用抗生素控制感染，待病情穩定後才能考慮手術。

### 手術時機與分期
關於拖出術的最佳手術時機，目前醫學界尚無完全統一的意見。部分醫療中心傾向於在新生兒期確診後儘早進行一期根治手術，而另一些中心則傾向於將手術延遲至嬰兒1-3個月大或體重達到一定標準（如5公斤）時再進行，認為這樣可能減少吻合口併發症和改善遠期功能。對於全結腸型需要行迴腸拖出術的患兒，手術時機的選擇更為謹慎，通常會等待迴腸造口排出的糞便性質變得相對稠厚，且患兒營養狀況良好、生長曲線滿意時再進行手術。
根據是否需要預先造口，手術可分為一期或分期進行。對於腸道準備充分的短段型HSCR，目前多數傾向於採用一期拖出術，即在一次手術中完成病變腸段切除和吻合，這樣可以減少總住院次數和時間。而對於需要先行造口減壓的患者，則採用分期手術，即第一期做造口，第二期（通常在數月後）行拖出術並關閉造口（有時第二期和第三期可能合併）。

### 手術入路與術式
拖出術可以通過不同的手術路徑來完成，包括傳統的開腹手術、創傷較小的腹腔鏡輔助手術，或者完全經由肛門進行的經肛門拖出術（Transanal Endorectal Pull-Through, TEPT），後者尤其適用於短段型病變。近年來，機械人輔助手術也被應用於HSCR的治療，尤其可能在年齡較大兒童或需要精細盆腔解剖的翻修手術中發揮優勢。不同的手術入路各有優劣，選擇需根據病變長度、患兒情況和醫生的經驗來決定。
歷史上發展出了幾種經典的拖出術術式，至今仍在應用，主要包括Swenson術、Soave術和Duhamel術。Swenson術是最早的方法，它徹底切除包括直腸肌層在內的全部無神經節腸段，然後將正常結腸直接與肛管做端端吻合。Soave術則保留無神經節直腸的外層肌肉（形成一個肌肉袖套），僅剝離切除其內層的黏膜和黏膜下層，然後將正常結腸從肌肉袖套中拖出至肛門進行吻合。Duhamel術是將正常結腸經直腸後方的間隙拖出，然後與保留的部分無神經節直腸的後壁做側側吻合，形成一個新的、部分由正常結腸構成的直腸後壁。目前尚無充分證據表明某一種術式在長期效果上絕對優於其他術式，各有其適應症和潛在的併發症特點。

### 術中確定病變範圍
手術中最關鍵的步驟之一是準確確定無神經節腸段的範圍，特別是找到神經節細胞開始出現的準確位置（移行帶頂端）。這通常需要依靠術中快速病理檢查（冰凍切片）來完成。醫生會在手術過程中從腸壁不同高度取樣（稱為水平活檢，levelling biopsies），送病理科快速檢驗是否存在神經節細胞。在確定了切除範圍後，還應在預定吻合口近端的腸管切緣取一個環形樣本（「甜甜圈」樣本）再次送檢，以確保吻合口處的腸道具有正常的結構。儘管冰凍切片非常重要，但其結果與最終的石蠟切片診斷可能存在一定的不一致性，需要病理醫生經驗豐富。

## 術後併發症及處理
儘管手術治療先天性巨結腸症的總體效果良好，但術後仍可能出現一些併發症，需要及時識別和處理。

### 早期併發症
早期併發症主要包括吻合口相關問題，如吻合口漏（在Swenson術和Soave術後可能發生）或直腸殘端漏（Duhamel術後特有），這些可能導致嚴重的盆腔感染、腹膜炎或會陰膿腫，通常需要緊急處理，包括進行臨時性腸造口以轉流糞便、充分引流感染灶以及給予抗生素治療。吻合口狹窄也是早期可能出現的問題，輕者可能通過定期擴張得到緩解，嚴重者可能需要再次手術。傷口感染等一般外科併發症也可能發生。

### 晚期併發症
晚期併發症則更多地表現為持續性的排便功能障礙。

#### 持續性梗阻症狀
患兒可能表現為術後仍然腹脹、嚴重便秘、需要頻繁灌腸甚至發生腸炎。其原因多樣，可能是吻合口或拖出腸段發生了機械性問題（如狹窄、扭轉），也可能是手術未能完全切除無神經節腸段或移行帶，或者是拖出的腸段本身存在動力異常，或者是肛門內括約肌在排便時未能正常鬆弛（稱為內括約肌弛緩不能），還可能是患兒因排便疼痛等原因產生了行為性的憋便習慣。處理這類問題需要系統評估，首先要通過影像學檢查（如下消化道攝影）和直腸檢查排除機械性梗阻。複閱原手術的病理報告或進行再次活檢以確認吻合口近端腸段的神經節細胞狀態至關重要。如果懷疑是內括約肌弛緩不能，可以嘗試在肛門內括約肌注射肉毒桿菌素使其放鬆。如果存在明確的解剖或病理問題，或者內科治療無效，則可能需要進行翻修手術。

#### 污糞
污糞（soiling）指無法控制的小量糞便滲漏。這可能是由於肛門括約肌功能受損（例如術中過度牽拉導致損傷）、直腸或肛管感覺異常、拖出腸段蠕動過快導致糞便停留時間過短，或者是由於便秘導致硬糞嵌塞而引起的溢流性失禁（也稱假性失禁）。評估時需要區分是括約肌或感覺缺陷導致的真性失禁，還是由梗阻或動力問題引起的假性失禁。治療需要針對具體原因，可能包括調整飲食（如增加纖維以改善便秘，或採用減慢腸道蠕動的飲食），使用藥物（如止瀉藥控制蠕動過快，或輕瀉劑治療便秘），以及實施規範的腸道管理計劃（Bowel Management Program），例如定時灌腸。

### 術後腸炎 (HAEC)
術後腸炎（HAEC）是HSCR術後最常見且最嚴重的併發症之一，約有三分之一的患兒在術後會經歷至少一次發作。雖然HAEC在術後頭兩年最為常見，但在整個隨訪期間都可能發生。唐氏綜合症、全結腸型HSCR等是術後HAEC的高危因素。其確切發病機制尚不完全清楚，目前認為可能與術後腸道動力持續異常、腸道屏障功能受損、黏膜免疫反應紊亂以及腸道菌群失調等多種因素有關。對於反覆發作的HAEC，需要積極尋找並糾正任何可能存在的潛在外科原因（如狹窄、殘留無神經節腸段等）。如果找不到明確原因且內科治療（包括抗生素、益生菌、飲食調整等）效果不佳，為了避免敗血症、腸穿孔、營養不良等嚴重後果，可能最終需要再次行腸造口術。

## 生活質素
評估先天性巨結腸症患者的生活質素需要考慮多個方面，包括長期的排便功能、相關併發症的影響、以及心理社會因素。

### 一般預後
對於大多數短段型HSCR患者，經過適當手術治療後，其長期的排便功能預後總體上是良好的。許多患者在成年後，其排便習慣和控制能力可以達到與普通人群相似的水平。然而，在手術後的早期階段，尤其是在嬰幼兒期和兒童期，排便功能相關的症狀相當普遍。這些症狀可能包括排便控制不佳（污糞或失禁）、直腸感覺異常、排便次數過多、間斷性排便困難（梗阻症狀）以及發生腸炎（HAEC）。隨著年齡增長，這些問題大多會逐漸改善。但仍有約10%的患者即使到了成年期，仍會持續受到污糞問題的困擾，這無疑會對他們的社交、心理和整體生活質素產生負面影響。

### 影響因素
影響HSCR患者生活質素的因素眾多。首先，疾病本身的嚴重程度（即無神經節腸段的長度）是一個重要因素。長段型和全結腸型患者的預後通常不如短段型患者，他們不僅更容易出現術後併發症，特別是HAEC的發生率更高，而且由於切除了更長段的腸道（有時甚至包括部分小腸），更容易出現營養吸收不良和生長發育遲緩的問題，需要更密切的營養支持和監測。
其次，是否合併其他染色體異常或遺傳綜合症對預後有顯著影響。特別是那些影響到神經認知功能的綜合症（如唐氏綜合症、Mowat-Wilson綜合症等），其排便功能的遠期預後通常更差，且個體差異更大，更難預測。在這些患兒中，污糞和尿失禁的發生率可能高達50%，甚至有相當一部分（高達22%）最終可能需要依賴永久性腸造口來處理嚴重的排便問題。對於合併毛發-軟骨發育不全綜合症的患者，其固有的免疫缺陷會顯著影響臨床結局，增加感染、肺部疾病和惡性腫瘤的風險。
此外，盆腔手術本身可能帶來的潛在併發症，如泌尿系統功能障礙和性功能問題，也可能影響患者成年後的生活質素。疾病本身和長期的治療過程可能帶來的心理社會壓力也不容忽視。

### 長期管理與過渡
對HSCR患者的管理需要採取多學科、全方位的長期跟進策略。這不僅包括處理排便功能問題，還需關注其營養狀況、生長發育、以及可能的泌尿、性功能和心理社會問題。維持腸道微生態的平衡對於優化功能結局可能也很重要。此外，需要注意HSCR患者成年後患炎症性腸病的風險可能增加，以及攜帶特定RET基因突變的患者患甲狀腺髓樣癌的風險。
隨著患者長大成人，需要一個結構化的過渡計劃，幫助他們順利地從兒科醫療系統轉移到成人醫療系統，確保醫療護理的連續性。鼓勵患者和家庭積極參與治療決策，提高他們對疾病的理解和自我管理能力（健康素養），並利用患者支持組織獲取信息和同伴支持，對於幫助他們應對可能持續存在的症狀、保持積極心態至關重要。

## 展望
儘管自1886年首次描述以來，先天性巨結腸症的診斷和治療已取得顯著進步，但仍有許多未解之謎和挑戰有待克服。未來的研究有望在多個方面推動該領域的發展。

### 遺傳學與基因組學
未來的研究需要進一步闡明HSCR複雜的遺傳背景，識別更多相關基因及其相互作用，理解不同突變如何影響疾病的嚴重程度和表型。基因組學、蛋白質組學、代謝組學和轉錄組學等高通量技術，以及基因編輯等新技術的應用，將有助於深入揭示發病機制，並可能為開發針對特定基因突變的靶向治療提供線索。

### 診斷技術
開發更準確、創傷更小、更可靠的診斷方法仍然是重要的研究方向，特別是用於診斷併發症（如HAEC）的方法。新的影像技術（如MRI）在評估腸道形態和功能方面的潛力值得探索，甚至包括產前診斷的可能性。人工智能和機器學習技術有望應用於病理圖像分析，提高診斷的準確性和效率，尤其是在缺乏經驗豐富病理醫生的地區。此外，開發能夠在手術中實時、準確判斷無神經節腸段範圍的技術，如共聚焦激光顯微內鏡，將對優化手術切除範圍具有重要意義。

### 治療新策略
仍需通過高質量的臨床試驗來比較不同手術技術的長期效果，確定是否存在適用於特定患者群體的最佳術式。同時，探索新的治療策略也至關重要，包括進一步發展機械人輔助手術技術，以及研究非手術治療的可能性。其中，幹細胞療法備受關注，全球多個研究團隊正在嘗試利用幹細胞（如腸神經脊細胞或其前體）移植來重建缺失的神經節細胞，或構建生物工程腸段，以期恢復正常的腸道功能。儘管動物實驗已顯示出潛力，但將其安全有效地應用於臨床仍面臨巨大挑戰。

### 以患者為中心的研究
未來的研究應更加關注HSCR患者的長期結局，特別是排便功能、生活質素以及心理社會適應情況。需要開發有效的策略來預防和管理長期併發症。讓患者和家屬參與研究設計和實施，確保研究方向真正符合他們的需求和關切。利用移動醫療技術（如手機應用程式、可穿戴設備）進行症狀監測、提供個性化支持和建議，有望改善患者的自我管理能力和生活質素，實現以價值為基礎的醫療護理。